# Habrochroma ectophaea
Habrochroma ectophaea là một loài bướm đêm thuộc phân họ Arctiinae, họ Erebidae.